# قورس أطلسي
قورس أطلسي (الاسم العلمي: Coris atlantica) هو نوع من الأسماك يتبع جنس القورس من الفصيلة اللبروسية.